# 植村浩 (実業家)
植村 浩（うえむら ひろし、1962年9月21日 - ）は、日本の実業家である。東京都世田谷区出身。
株式会社ウトワ代表取締役社長、株式会社エス ユウ エイ代表取締役社長、株式会社ザ サンクチュアリ オペレーションズ代表取締役社長、株式会社ウトコディープシーテラピー代表取締役社長、株式会社エス ユウ エイチ（旧・株式会社シュウウエムラ）代表取締役社長、株式会社イムダイン取締役。

## 来歴・人物
1962年、化粧品ブランド「シュウウエムラ」の創業者植村秀の長男として生まれる。1984年、青山学院大学を卒業し、広告代理店東急エージェンシーに入社。当時、東急グループの総帥五島昇の秘書から東急エージェンシーの社長に就任していた前野徹に仕え、当時の中曽根康弘内閣の柱であった「行政改革」の各種イベントにPR企画部隊の一員として参加。雑誌広告担当、営業職を歴任し、テレビCM（東洋水産のカップ麺「赤いきつね」など）や雑誌広告編集タイアップなどを手掛けるなどして、1987年、父の勧めもあって米国カリフォルニア州ベーカーズフィールドに留学。留学先では当時全日空のパイロット訓練地誘致に動いていた森緑郎（国会議員森英介の叔父で日本冶金工業の元代表）の手足となり動いたとされる。1989年に帰国し父の営むシュウウエムラ化粧品に入社、百貨店部門の営業責任者、美容業界部門の営業責任者を経て、数年で父の後継者として取締役に就任する。
1995年、シュウウエムラ化粧品の米国法人の社長として再び渡米する。バーニーズ・ニューヨーク、フレッド・シーガル、ブルーミングデールズや当時の米国に進出したセフォラなどの流通関係ともパイプを作った。2000年、世界屈指の化粧品大手ロレアル社との資本提携を機に父の植村秀が会長に就任した際、シュウウエムラ化粧品社の代表取締役社長に就任。その後、ロレアル社が資本比率を徐々に上げ最終的に100％ロレアル社の傘下になったところで社長を退任した。
2003年、化粧品開発会社エス ユウ エイ社、美容業界専売化粧品のウトワ社を立ち上げ、ウエムラファミリーの原点でもあるクレンジングオイルをはじめとした化粧品開発事業とプロフェッショナル向けの化粧品販売を手がける。
2009年、ロレアルの顧問をしていた父秀が死去する。浩はロレアル社との親交は深めるもののシュウウエムラには戻らず、父の残した同族会社の数社の事業に専念するが、父が手掛けていた事業はすべてが利益体質ではなく、数社の統合や廃業を余儀なくされ苦心する。その代表的なものが東京ミッドタウンの2階の約半分を占めていたという美容の殿堂「シュウ サンクチュアリ」、フランスのチョコレート「リシャール」や高知県室戸市に広大な土地をかかえていた海洋深層水の工場「ウトコリミテッド」などである。
父の旺盛な事業欲によって経営されていたいくつかの不採算事業を閉鎖するにあたり、苦労を強いられたというが、ロレアル社に株式を売却して得られた資金と、浩が独自のルートで持ち込んだ百貨店ブランド、ローラメルシエやヴィヴィアンウエストウッド（化粧品部門）、モデルコ、ポーラドルフ、バラエティブランドのカーメックスなどをすべて手放してそれに充てたという。
現在は前出のウトワ社の化粧品をメインに、美容業界専売化粧品を中心に全国のヘアサロン、エステティックサロンと取引をするほか、業務用化粧品を外資系テーマパークや美容学校などにも販売しているほか、エス ユウ エイ社で化粧品の独自の企画開発能力を生かし有名ブランドの化粧品OEMなども手掛けている。

## 親族
- 父 植村秀 - シュウウエムラ創業者、メイクアップアーティスト
- 祖父　植村伝助 - 日本で最初の羅紗問屋である旧「ウエデン」創業者[要出典]
- 祖母　植村広子 - 武田信玄の妻・由布姫（諏訪家出身）の末裔[要出典]